# Prairie Prince

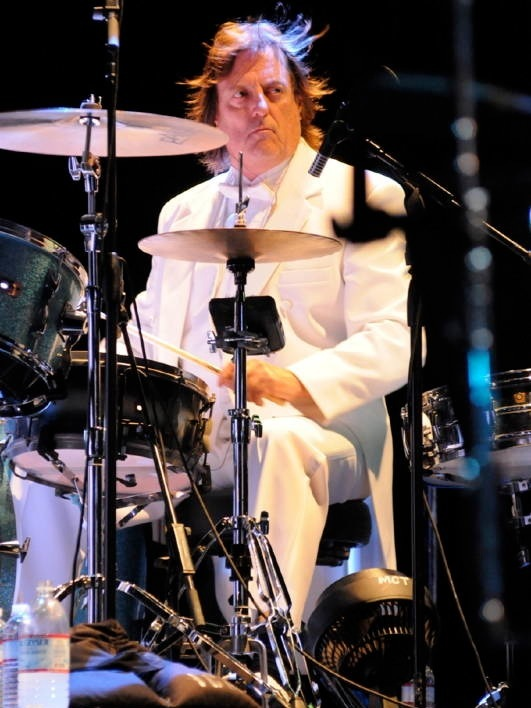
Prairie Prince, 2009

Prairie Prince (eigentlich Charles Lempriere Prince; * 7. Mai 1950 in Charlotte, North Carolina) ist ein US-amerikanischer Rock-and-Roll-Schlagzeuger.

## Karriere
Prince ist ein Mitglied der Band The Tubes und Gründungsmitglied der Gruppe Journey. Er arbeitete mit vielen Musikern zusammen, u. a. mit Chris Isaak (auf den ersten vier Alben), Todd Rundgren, Brian Eno, David Byrne, XTC, Tom Waits, Paul Kantner, George Harrison, Dick Dale, Glenn Frey, Richard Marx, Bill Spooner, Neil Hamburger, John Fogerty und Tommy Bolin.
Er ist auch als Zeichner aktiv und gestaltete neben Anderen z. B. das Cover von Todd Rundgrens Album Healing. Zusammen mit Michael Cotten schuf er zahlreiche Bühnendekorationen für Künstler wie Bette Midler, N'Sync, The Tubes und Todd Rundgren.
Im Jahr 2006 ging er auf Tournee mit The New Cars mit Todd Rundgren, dem Bassisten Kasim Sulton (der auch bei Rundgren's Utopia-Band spielte), dem Cars-Gitarristen Elliot Easton und dem Keyboarder Greg Hawkes.